# Al-Karj

Al-Karj, Karj o 'Karkh' (en árabe: الكرخ) es el nombre histórico de la mitad occidental de la ciudad de Bagdad (Irak), o en un sentido, aunque incorrecto, la orilla occidental del río Tigris que atraviesa la ciudad. La orilla este, por otro lado, se llama al-Rasafa.
Su nombre deriva del siríaco: ܟܪܟܐ, Karkha, que significa 'ciudadela'.
Actualmente es uno de los nueve distritos administrativos de la capital, con el distrito de al-Mansour al oeste, el distrito de al-Kadhimiya al noroeste y el Tigris al norte, este y sur. 
La Zona Verde (Zona Internacional) se encuentra en este distrito. Hoy, también es un barrio entre la Zona Internacional y el Tigris.
El mausoleo del imán Al-Kazem estaba en al-Karj y el de Abu Hanifa en al-Rasafa, con el puente Imamayn (dos imanes) que conecta los dos.